# 娜塔莎·坎普希
娜塔莎·坎普希（Natascha Maria Kampusch，1988年2月17日—）或译为坎普什、卡普斯基、卡姆普什、坎普許，綁架案受害人，後來成為一位奥地利电视节目主持人。

## 被綁架
娜塔莎·坎普希出生于奥地利首都维也纳。1998年3月2日早上，年仅10岁的娜塔莎·坎普希在上学途中被36岁的沃夫冈·普里克洛普尔绑架，关在一个5平方米的车库地下室长达8年5個月8日。在囚禁生活期間，她每天早上都會跟普里克洛普尔一起吃早餐。普里克洛普尔提供書本給她自學，亦會讓她看預錄的電視節目及聽外國電台。2006年8月23日，她趁机逃出。之后绑架者沃夫冈畏罪自杀。其後，她疑似患上斯德哥爾摩綜合症。

## 獲救後
2008年6月开始，娜塔莎·坎普希开始在奥地利私营电视台Plus 4中担任一个谈话节目主持人。
2010年9月，坎普希根据自己被绑架的经历出版了个人自传《3096天》（3096 Tage），2013年本书被改编成由莎莉·賀文（Sherry Hormann）执导的德国电影作品——《3096天》。